# Burrinjuck
Burrinjuck är ett naturreservat i Australien.   Det ligger i regionen Yass Valley och delstaten New South Wales, i den sydöstra delen av landet, 60 km nordväst om huvudstaden Canberra.
I omgivningarna runt Burrinjuck växer huvudsakligen savannskog. Runt Burrinjuck är det mycket glesbefolkat, med 3 invånare per kvadratkilometer.